# Kylie Minogue
Kylie Ann Minogue OBE (* 28. května 1968 Melbourne), známá také jen jako Kylie, je australská zpěvačka, hudební skladatelka a herečka. S více než 80 miliony prodaných nahrávek se stala nejprodávanější australskou umělkyni všech dob. Dlouhodobé působení v hudebním průmyslu a světě módy jí u evropského tisku vyneslo přezdívku „Princezna popu“ a módní ikona. Obdržela řadu cen včetně Grammy, BRIT Awards a ARIA Music Awards. Ačkoliv se narodila a vyrostla v Melbourne, žije v londýnské čtvrti Knightsbridge poblíž Hyde Parku. V letech 1986–1988 vstoupila do povědomí diváků rolí automechaničky v australské mýdlové opeře Neighbours.
V roce 1987 podepsala smlouvu s nahrávací společnosti PWL, která o rok později vydala její první singl „I Should Be So Lucky“ i debutové studiové album Kylie. V roce 1992 PWL opustila a uzavřela kontrakt s nahrávací společnosti Deconstruction Records, u níž vydala album Kylie Minogue v roce 1994 a Impossible Princess v roce 1997. Obě obdržela pozitivní hodnocení od hudebních kritiků. K více mainstreamové, dance hudbě se vrátila po podpisu smlouvy s nahrávací společností Parlophone, u níž vyšel v roce 2000 singl „Spinning Around“. V roce 2001 vydala své nejprodávanější album Fever, znamenající průlom na mezinárodní scéně včetně Spojených států. Titulní singl „Can't Get You Out of My Head“ se s více než 5 miliony prodaných kopií stal jedním z nejúspěšnějších hitů začátku tisíciletí. Album Disco z roku 2020 vystoupalo na vrchol britské hitparády UK Albums Chart. Stala se tak první umělkyní, jejíž desky v tomto žebříčku obsadily první místa v pěti dekádách za sebou.
Podnikla několik celosvětových koncertních turné. V roce 2008 jí princ Charles udělil Řád britského impéria. Později téhož roku od francouzské vlády obdržela Řád umění a literatury za přínos pro francouzskou kulturu. V listopadu 2011, při příležitosti 25. výročí udílení ARIA Music Awards, byla uvedena do Síně slávy ARIA.

## Život a kariéra

### 1968–1986: Mládí a začátek kariéry
Kylie Ann Minogue se narodila 28. května 1968 v Melbourne v Austrálii do rodiny Ronalda Charlese Minoguea, Australana s irským původem, a Carol Ann Jonesové, bývalé tanečnice z Walesu. Krátce předtím získal otec kvalifikaci v účetnictví a vystřídal několik zaměstnání, zatímco matka pracovala jako profesionální tanečnice. Mladší bratr Brendan Minogue je kameraman v australských zprávách, zatímco mladší sestra Dannii Minogue se stala rovněž zpěvačkou. Křestní jméno Kylie obdržela po aboridžinském názvu pro bumerang. Rodina se často stěhovala po předměstích Melbourne, aby si zajistila výdaje na živobytí. Sourozenci tak v dětství nepoznali stálé prostředí, v němž by si vytvořili pevné vazby a navázali stálá přátelství.
Poté, co se rodina usídlila v melbournském Surrey Hills, krátce navštěvovala studfieldskou základní školu. Následně absolvovala camberwellskou střední školou na melbournském předměstí Canterbury, kde složila závěrečnou zkoušku z umění, grafiky a angličtiny. Sama sebe v této fázi života později charakterizovala jako „průměrně inteligentní“ a „poměrně skromnou“ dívku. Obě sestry rozvinuly kariéry již během dětství v australské televizi. Od jedenácti let se objevovala v malých rolích včetně seriálů The Sullivans (1979) a Skyways (1980). O pět let později byla obsazena do jedné z hlavních postav v The Henderson Kids. Čas tak místo školy trávila natáčením, což matka nepodporovala. Uvědomovala si však potřebu získat nezávislost, aby mohla prorazit ve světě zábavního průmyslu.
V úsilí stát se zpěvačkou nahrála demosnímek pro producenty každotýdenního hudebního programu Young Talent Time, kde pravidelně vystupovala Dannii. Poprvé v něm zazpívala v roce 1985, ale nestala se pravidelnou účinkující. V roce 1986 byla obsazena do role Charlene Mitchellové v mýdlové opeře Neighbours, kde ztvárnila školačku, z níž se stane automechanička. Seriál se stal populární ve Spojeném království. Její postava v příběhu navázala milostný poměr s postavou ztvárněnou Jasonem Donovanem. Vyústěním byl svatební díl vysílaný v roce 1987, jenž okouzlil 20 milionů britských diváků. Za herecký výkon byla jako první umělkyně oceněna čtyři australskými cenami Logie v jediném ročníku a stala se nejmladší držitelkou Zlaté Lodgie pro „nejoblíbenějšího televizního umělce“ na základě diváckých hlasů.

### 1987–1990:Kylie,Enjoy YourselfaRhythm of Love
Během benefičního koncertu pořádaného fotbalovým klubem Fitzroy, kde vystoupili ostatní herci z Neighbours, zazpívala s Johnem Watersem duet „I Got You Babe“ a přidala píseň „The Loco-Motion“. Producent Greg Petherick tuto skladbu zaranžoval pro demonahrávku a následně získala název „Locomotion“. Demo bylo odesláno řediteli vydavatelství Mushroom Records Garymu Ashleymu, který se rozhodl na začátku roku 1987 podepsat s Kylie Minogue smlouvu i díky popularitě v televizním seriálu. Debutový singl „The Loco-Motion“ byl v Austrálii vydán 27. července téhož roku, tři týdny po svatebním dílu Neighbours. Na prvních příčkách australských hitparád strávil sedm týdnů a stal se nejprodávanějším australským singlem osmdesátých let. Za píseň obdržela cenu ARIA pro nejprodávanější singl roku. Díky získané popularitě odjela v září 1987 do Londýna, aby pracovala s produkční trojicí Stockem, Aitkenem & Watermanem. Její členové Australanku téměř neznali a zapomněli na její příjezd. Přesto pro ni napsali skladbu „I Should Be So Lucky“, která vystoupala do čela žebříčků ve Spojeném království, Austrálii, Německu, Finsku, Švýcarsku a Hongkongu. Výsledkem byla druhá cena ARIA za nejprodávanější singl roku a ocenění za „mimořádný výkon“. Debutové album Kylie vydala v červenci 1988 ve formě sbírky dance-popových písní. V britských albových hitparádách se pohybovalo přes rok, včetně několika týdnů na první příčce. Ve Spojených státech mu prodejnost zajistila zlatou desku. Singl „The Loco-Motion“ se umístil na třetím místě Billboard Hot 100 a ovládl kanadský singlový žebříček. „Got to Be Certain“ pak jako její třetí singl dosáhl první pozice v Austrálii. Rovněž duet „Especially for You“ nazpívaný s Jasonem Donovanem vévodil britské hitparádě.
Druhé album Enjoy Yourself bylo vydáno v říjnu 1989. Do první desítky žebříčků vystoupalo na Novém Zélandu, v Japonsku, Austrálii, evropské albové hitparádě a první příčku obsadilo ve Spojeném království a Irsku. Rovněž písně „Hand on Your Heart“ a „Tears on My Pillow“ dosáhly vrcholu v britském singlovém žebříčku. Prodejnost alba však byla nízká v Severní Americe a americká nahrávací společnost Geffen Records zpěvačku vyřadila z portfolia. V únoru 1990 zahájila první koncertní turné Enjoy Yourself Tour na Britských ostrovech, Evropě, Asii a Austrálii. Také nazpívala vokály v remaku
„Do They Know It's Christmas?“. Její debutový film The Delinquents měl premiéru v prosinci 1989. Přes negativní kritiku se u diváků stal oblíbeným. U britského publika vydělal více než 200 tisíc liber a v Austrálii představoval čtvrtý nejvýdělečnější film z domácí produkce roku 1989 a nejvýnosnější takový snímek v roce 1990.
Třetí studiové album Rhythm of Love vyšlo během listopadu 1990. Chris True jej v Allmusic označil za vyspělejší a vývojový skok vůči předchozím deskám. Na rozdíl od nich však nezaznamenalo komerční úspěch. Tři singly – „Better the Devil You Know“, „Step Back in Time“ a „Shocked“ – se přesto probojovaly do elitní desítky žebříčků ve Velké Británii a Austrálii. V partnerském vztahu se zpěvákem Michaelem Hutchencem ze skupiny INXS byl spatřován posun její osobnosti a odpoutání se od předchozí formy prezentace. V únoru 1991 zahájila turné Rhythm of Love Tour po Austrálii a Asii.

### 1991–1998:Let's Get to It,Kylie MinogueaImpossible Princess
Čtvrté album Let's Get to It vydala v říjnu 1991. V britské albové hitparádě dosáhlo 15. příčky. Stalo se tak první deskou, která se neprobojovala do Top 10. Rovněž tak úvodní singl z alba, „Word Is Out“ byl jejím prvním, který se neumístil v britské Top 10. Další dva „If You Were with Me Now“ a „Give Me Just a Little More Time“ se již dostaly do Top 5. Na podporu alba v říjnu téhož roku vydala na turné Let's Get to It Tour do Spojeného království a Irska. Debutové kompilační album Greatest Hits uvolnila v srpnu 1992. Na čelo hitparády vystoupalo na Britských ostrovech a třetí skončilo v Austrálii. Singly „What Kind of Fool (Heard It All Before)“ a „Celebration“, ve formě coververze od Kool & the Gang, se prosadily do první dvacítky britské hitparády.
Smlouva s nahrávací společností Deconstruction Records v roce 1993 znamenala začátek nové fáze její kariéry. V září 1994 vydala páté album Kylie Minogue, které mělo dobrou prodejnost v Evropě a Austrálii. Producenty se stali Dave Seaman a Steve Anderson ze skupiny Brothers in Rhythm, orientující se na elektronickou taneční hudbu. Anderson předtím produkoval její singl u PWL, „Finer Feelings“. Hlavní singl z nové eponymní desky „Confide in Me“ strávil čtyři týdny na vrcholu australské singlové hitparády. Další dva, „Put Yourself in My Place“ a „Where Is the Feeling?“, dosáhly do Top 20 ve Spojeném království. Celé album s prodejností 250 tisíc kopií se umístilo na čtvrté příčce britského albového žebříčku. V tomto období si Minogue zahrála samu sebe v jednom z dílů komediálního seriálu Vikářka z Dibley. Poté co režisér Steven E. de Souza spatřil její fotku na obálce australského časopisu Who Magazine v rámci žebříčku třiceti nejkrásnějších lidí světa, nabídl jí roli ve filmu Street Fighter: Poslední boj s Jean-Claude van Dammem. Přestože ve Spojených státech snímek vydělal 70 milionů dolarů, neměl dobré kritiky, a Richard Harrington z The Washington Post nazval Minogue „nejhorší herečkou v anglicky mluvících zemích“. V roce 1995 se také objevila v krátkometrážním dramatu Hayride to Hell a roku 1997 v romantické komedii Diana & Me. V roce 1995 spolupracovala s australským hudebníkem Nickem Cavem na písni „Where the Wild Roses Grow“. Cave usiloval o spolupráci od té doby, co slyšel její píseň „Better the Devil You Know“, jejíž text charakterizoval jako „jeden z nejnásilnějších a nejúzkostnějších v pop music“. Videoklip jejich duetu byl inspirován obrazem Ofélie  od Johna Everetta Millaise. Minogue v něm hrála zavražděnou ženu. Nad jejím tělem plujícím v rybníku se plazil had. Singl zabodoval v Evropě, když v několika zemích vystoupal do Top 10. V Austrálii se umístil na druhé příčce. Z předávání cen ARIA si skladba odnesla výhry v kategoriích „píseň roku“ a „nejlepší popová nahrávka“.
V roce 1997 navázala vztah s francouzským režisérem a fotografem Stéphanem Sednaouim, který podnítil rozvoj její kreativity. Společný zájem o japonskou kulturu inspiroval vznik fotografií ve stylu „superhrdinky gejši z manga“ pro šesté album Impossible Princess a
videoklip k písni „GBI: German Bold Italic“, na němž spolupracovala s japonským diskžokejem Towou Teiem. Hudební inspirací se pro ni stali Shirley Manson, Garbage, Björk, Tricky a U2, rovněž tak japonští popoví hudebníci Pizzicato Five a Towa Tei. Na desce Impossible Princess z spolupracovala s Jamesem Deanem Bradfieldem a Seanem Moorem z Manic Street Preachers. Kompozičně se jednalo o taneční hudbu, čímž odrazila názory, že se snaží stylizovat do pozice indie popové zpěvačky. Po vydání v roce 1997 se objevily negativní recenze, ale zpětně bylo album oceněno jako její nejosobitější i nejlepší dílo. Sal Cinquemani ve vydání Slant Magazine' z roku 2003 uvedl, že jednalo o „hluboce osobní výkon“ a „nejlepší album Minogue do této chvíle“. Obdobně Evan Sawdey z PopMatters v roce 2008 desku hodnotil jako „jedno z nejbláznivějších, téměř dokonalých dance-popových alb, jaké kdy vznikly“.
Připustila, že se při vzniku alba snažila uniknout vnímání perfekcionistky z počátku kariéry. Byla rovněž připravená „zapomenout na bolestivou kritiku“ a „přijmout minulost, integrovat ji a využít pro další profesní posun“. Klip k „Did It Again“ vzdával hold jejím dřívějším etapám. Kvůli smrti princezny Diany bylo vydání odloženo na říjen 1997 a v Evropě dočasně přejmenováno na Kylie Minogue. Stalo se nejhůře prodávanou deskou v její kariéře. Přesto v Austrálii strávilo 35 týdnů na vrcholu hitparády. Doprovodné koncertní turné Intimate and Live Tour bylo v roce 1998 pro velký zájem prodlouženo. Několik samostatných vystoupení uskutečnila v Austrálii včetně otevření melbournského kasina a sydneyské pobočky Fox Studios v roce 1999, kde zazpívala píseň od Marilyn Monroe „Diamonds Are a Girl's Best Friend“. Na pozvání Mírových sil OSN so objevila také na vánočním koncertu ve východotimorské metropoli Dilí.

### 1999–2004:Light Years,FeveraBody Language
Po odchodu z vydavatelství Deconstruction Records nazpívala duet „In Denial“ s Pet Shop Boys na jejich album Nightlife a strávila několik měsíců na Barbadosu, kde hrála v Shakespearově hře Bouře. V dubnu 1999 podepsala smlouvu s labelem Parlophone, která chtěla obnovit její původní stylizaci popové zpěvačky. V září 2000 vydala sedmé studiové album Light Years, které se prosadilo v Austrálii, Asii, Evropě a na Novém Zélandu. Jednalo se o kolekci tanečních písní ovlivněných diskotékovou hudbou, která jako vůbec první deska Minogue vévodila hitparádě v její rodné Austrálii. Úvodní singl „Spinning Around“, jako její první hit po deseti letech, dosáhl vrcholu ve Spojeném království. Videoklip ji zachytil v odhalujících zlatých šortkách, které získaly charakter „obchodní značky“. Druhý singl „On a Night Like This“ obsadil první příčku v Austrálii a druhou na Britských ostrovech. Duet s Robbie Williamsem nazvaný „Kids“ se v britské hitparádě rovněž zařadil na druhé místo. Doprovodné koncertní turné On a Night Like This Tour absolvovala po Evropě a Austrálii, kde díky živým vystoupením získala cenu „interpret roku“. V roce 2001 si zahrála zelenou vílu v muzikálu Moulin Rouge!.
V říjnu 2001 vydala osmé studio album Fever s prvky diskotékové hudby a osmdesátkového elektropopu a synthpopu. Celosvětová prodejnost dosáhla hranice osmi milionů nahrávek. Deska dosáhla vrcholu žebříčků v Austrálii, Spojeném království a i evropské hitparády. První singl „Can't Get You Out of My Head“ se stal nejúspěšnější skladbou celé její kariéry; vystoupal na první příčku ve více než čtyřiceti zemích, s prodejností více než pěti milionů kopií. Na cenách ARIA vyhrála čtyři kategorie včetně „mimořádného výkonu“. Odnesla si i dvě ocenění BRIT Awards za „nejlepší zahraniční zpěvačku“ a „nejlepší zahraniční album“. Poté, co se „Can't Get You Out of My Head“ prosadila v amerických rozhlasových stanicích, vydala roku 2002 společnost Capitol Records album Fever ve Spojených státech. Na žebříčku Billboard 200 obsadilo třetí příčku a píseň „Can’t Get You Out of My Head“ sedmou v Billboard Hot 100. Následující singly „In Your Eyes“, „Love at First Sight“ a „Come into My World“ se prosadily v celosvětovém měřítku a Minogue pomohly k průniku na severoamerický trh. V dubnu 2002 se vydala na koncertní turné KylieFever2002, s nejnákladnější produkcí do té doby. V roce 2003 obdržela za píseň „Love at First Sight“ nominaci na cenu Grammy v kategorii „nejlepší taneční nahrávka“ a v následujícím roce tuto cenu vyhrála za „Come into My World“.

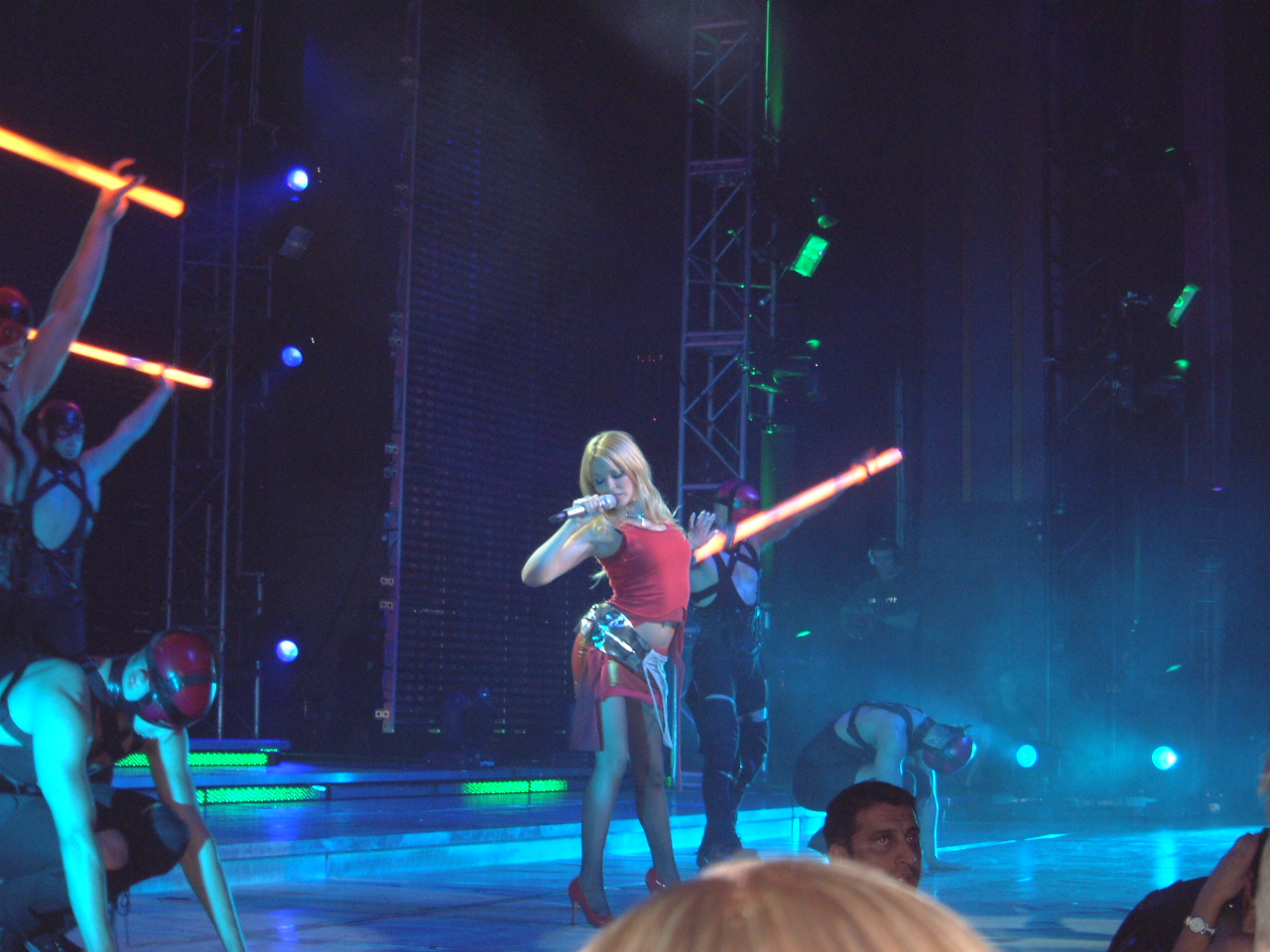
Minogue na koncertě Money Can't Buy v roce 2003.

V listopadu 2003 uvolnila deváté studiové album Body Language, které uvedla koncertem pro zvané Money Can't Buy v londýnském Hammersmith Apollo. Deska obsahovala prvky diskotékového stylu s hip hopem a byla ovlivněna umělci 80. let dvacátého století, jakými byli Scritti Politti, The Human League, Adam and the Ants a Prince. Prodejnost dosáhla nižší úrovně, než se po předchozí desce Fever očekávalo. V prvním týdnu činila 43 tisíc nahrávek a ve druhém již následoval výrazný pokles. Titulní singl „Slow“ přesto vystoupal do čela australské a britské hitparády. Dalšími dvěma singly byly „Red Blooded Woman“ a „Chocolate“. Píseň „Slow“ obsadila první místo v americkém Hot Dance Club Play a získala nominaci na cenu Grammy v kategorii „nejlepší taneční nahrávka“. Koncert byl nahrán na DVD v červenci 2004 pod názvem Body Language Live.

### 2004–2009:Ultimate Kylie, Showgirl aX
Během listopadu 2004 vyšlo její druhé album největších hitů pod názvem Ultimate Kylie. Singly „I Believe in You“ a „Giving You Up“ se umístily na druhém a šestém místě britského žebříčku, respektive šesté a osmé příčce v Austrálii. „I Believe in You“ získalo nominaci na cenu Grammy v kategorii „nejlepší taneční nahrávka“. Videoalbum se stejným názvem bylo vydáno téhož dne; obsahovalo téměř všechna hudební videa od počátku její kariéry a nový bonus „Giving You Up“. V březnu 2005 se Minogue vydala na koncertní turné Showgirl: The Greatest Hits Tour. Po evropské části odcestovala do Melbourne, kde jí byl diagnostikován karcinom prsu. To způsobilo zrušení turné a nastoupení léčby. V listopadu 2006 obnovila koncertní šňůru pod názvem Showgirl: The Homecoming Tour. Taneční choreografie byla upravena, aby vyhovovala jejímu zdravotnímu stavu. Delší předěly mezi sekcemi show umožňovaly pomalejší převlékání kostýmů a úsporu fyzické síly. Média výkon zpěvačky hodnotila jako energický a Sydney Morning Herald show označil za „velkolepou“ a „nic menšího než triumf“.
V listopadu 2007 vydala své desáté a velmi diskutované comebackové album X. Písně v elektronickém stylu napsali Guy Chambers, Cathy Dennis, švédské duo Bloodshy & Avant a Calvin Harris. Některé recenze kritizovaly prvoplánové propojení části obsahu se zkušenostmi s karcinomem prsu. Jak album, tak hlavní singl „2 Hearts“, dosáhly prvního místa v australském žebříčku. Ve Spojeném království byla zpočátku prodejnost průměrná, s následným zlepšením. Další singly, „In My Arms“ a „Wow“, se prosadily do elitní desítky britské hitparády. Ve Spojených státech album v roce 2009 získalo nominaci na cenu Grammy za „nejlepší elektronické/dance album“.

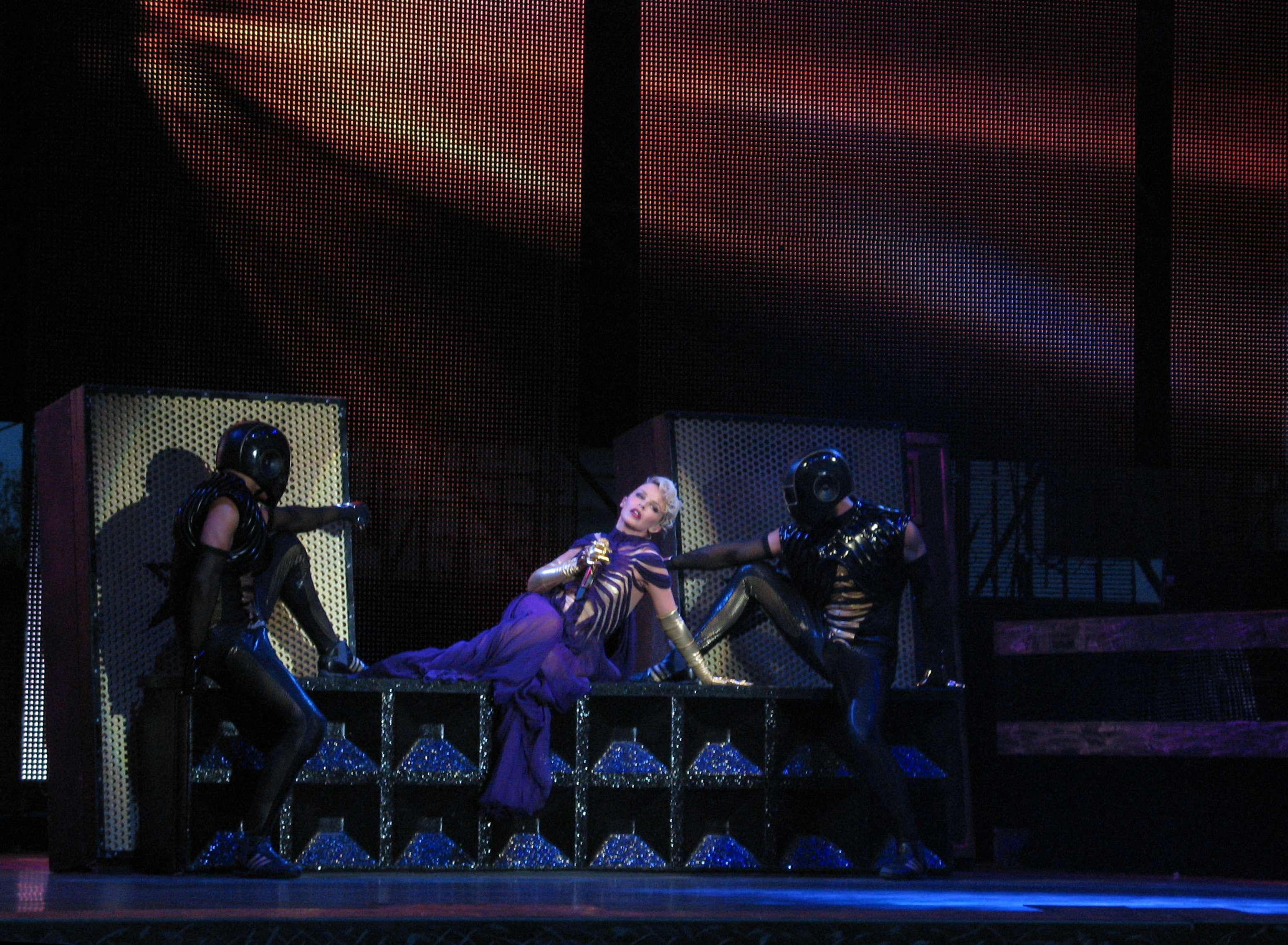
Minogue vystoupí na koncertním turné KylieX2008.

Desku Minogue doprovodila dokumentárním filmem White Diamond, natočeným v letech 2006 a 2007, jenž mapoval britskou i australskou část turné Showgirl: The Homecoming Tour. Objevila se také v britském televizním speciálu The Kylie Show k 20. výročí v pop music, kde zpívala a účinkovala v komediálních scénkách s Mathewem Hornem, Dannii Minogue, Jasonem Donovanem a Simonem Cowellem. V roce 2007 si také zahrála Astrid Pethovou ve vánočním speciálním díle seriálu Pán času. Epizoda „Plavba zatracených“ dosáhla rekordní sledovanosti od roku 1979, s více než 13 milionů diváky. V květnu 2008 zahájila evropskou část turné KylieX2008, s dosud nejnákladnější produkcí v částce 10 milionů liber. Turné získalo pozitivní recenze. Poté obdržela francouzský kulturní Řád umění a literatury ve stupni rytíře a v červenci 2008 jí princ Charles udělil Řád britského impéria. V témže roce také na BRIT Awards vyhrála cenu pro „nejlepší zahraniční umělkyni“. V září 2008 vystoupila na otevření hotelového rezortu Atlantis v Dubaji, jímž debutovala na Středním východě. Od listopadu pokračovala v turné po Jižní Americe, Asii a Austrálii. Koncertní šňůra zahrnula 21 států a výdělek činil přibližně 70 milionů dolarů. V roce 2009 uváděla s Jamesem Cordenem a Mathewen Hornem předávání BRIT Awards. Poté se vydala na první severoamerické turné For You, for Me Tour.

### 2010–2012:AphroditeaThe Abbey Road Sessions
V červnu 2010 Minogue vydala své jedenácté studiové album Aphrodite. Na albu se podíleli noví textaři a producenti včetně Stuarta Price jakožto vedoucího produkce. Price také přispěl k psaní textů společně s Minogue, Calvinem Harrisem, Jakem Shearsem, Nerinou Pallot, Pascalem Gabrielem, Lucasem Seconem, Timem Rice-Oxleym z Keane a Kish Mauve. Album obdrželo příznivé recenze od většiny hudebních kritiků. Rob Sheffield z Rolling Stone označil album za „nejlepší tvorbu od podceňovaného alba Impossible Princess z roku 1997 a Tim Sendra z Allmusic chválil její výběr spolupracovníků a producentů a album okomentoval jako „dílo někoho, kdo přesně ví, jaké jsou jeho schopnosti a koho najmout, aby mu pomohl je perfektně předvést“. Aphrodite dosáhla ve Spojeném království na první příčku, přesně 22 let po jejím prvním hitu, který rovněž dosáhl ve Spojeném království první příčky. První singl „All the Lovers“ byl úspěšný a stal se jejím třicátým třetím singlem, který se ve Spojeném království dostal do Top 10, ačkoliv následujícím singlům z alba, „Get Outta My Way“, „Better than Today“, a „Put Your Hands Up (If You Feel Love)“, se nepovedlo dostat se do žebříčku Top 10 singlů ve Spojeném království. Všechny singly z tohoto alba ovšem taky dosáhly prvního místa na Billboard žebříčku Hot Dance Club Songs.

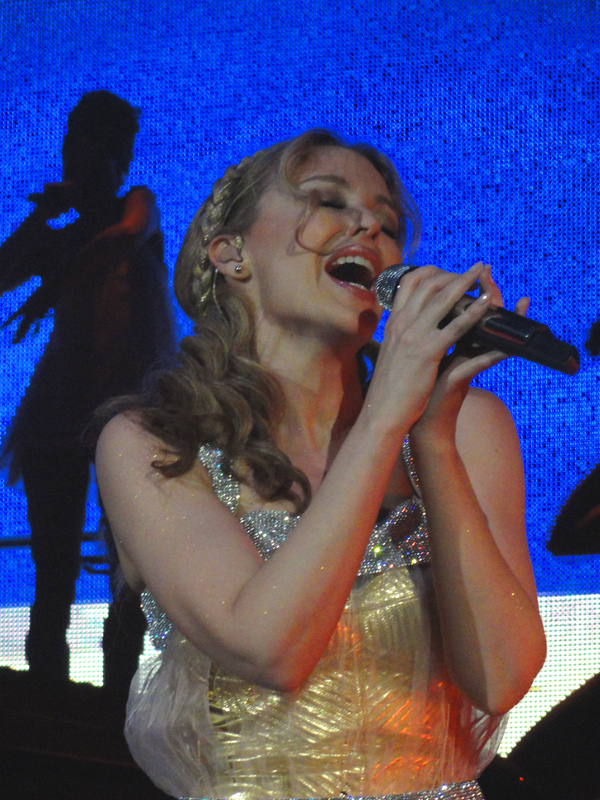
Minogue na Aphrodite: Les Folies Tour v roce 2011.

Minogue nahrála duet se synthpopovým duem Hurts, píseň „Devotion“, která byla zahrnuta na albu této skupiny s názvem Happiness. Poté zpívala v singlu Taia Cruze „Higher“. Výsledek měl úspěch, v několika žebříčcích dosáhl do Top 20 a na žebříčku Hot Dance Club Songs získal první místo. Aby byly shrnuty její nahrávky z roku 2010, vydala rozšířené hru s názvem A Kylie Christmas, která zahrnovala covery vánočních písní včetně „Let It Snow“ a „Santa Baby“. V únoru 2011 se Minogue vypravila na turné Aphrodite: Les Folies Tour, cestovala do Evropy, Severní Ameriky, Asie, Austrálie a Jižní Afriky. Během jeho evropské části navštívila také Prahu, kde vystoupila 2. března ve vysočanské O2 areně. S pódiem inspirovaným zrozením bohyně lásky Afroditou a starořeckou kulturou a historií byla přijata pozitivními recenzemi od kritiků, kteří chválili koncept produkce na jevišti. Turné bylo komerčním úspěchem s celkovým ziskem 60 milionů dolarů a umístěním na šesté příčce v půlroční a dvacáté první příčce v celoročním žebříčku nejlepších koncertních turné roku 2011. Koncertní film s názvem Aphrodite Les Folies: Live in London byl vydán na DVD v listopadu 2011 – byla to dvě její vystoupení v O2 Arene v Londýně.
V roce 2012 odstartovala Minogue svou rok dlouhou oslavu 25 let v hudebním průmyslu, což je často nazýváno jako „K25“. Výročí začalo tím, že se vypravila na turné Anti Tour, kde zpívala písně z druhé strany desek, dema a rarity ze svého hudebního katalogu. Turné bylo přijato pozitivně kvůli své intimní atmosféře a bylo komerčním úspěchem se ziskem dvou milionů dolarů za čtyři koncerty. V květnu 2012 vydala singl „Timebomb“ a následující měsíc kompilační album The Best of Kylie Minogue. V říjnu 2012 vydala kompilační album The Abbey Road Sessions, které obsahovalo přepracované a orchestrální verze jejích starších písní. Bylo nahráno v londýnských Abbey Road Studios a produkováno Stevem Andersonem a Colinem Elliotem. Album obdrželo příznivé hodnocení od hudebních kritiků a ve Spojeném království dosáhlo druhé příčky. Album obsahovalo dva singly, „Flower“ a „On a Night Like This“.

### 2013–2016:Kiss Me OnceaKylie Christmas
V lednu 2013 Minogue a její manažer Terry Blamey, se kterým pracovala od začátku své pěvecké kariéry, ukončili spolupráci. Následující měsíc podepsala smlouvu s Roc Nation. V září 2013 zpívala v singlu italské písničkářky Laury Pausini, „Limpido“, který v Itálii dosáhl na první příčku a na World Music Awards v roce 2013 získal nominaci na nejlepší světovou píseň. V tomtéž měsíci byla Minogue najata jako porotkyně třetí série talentové soutěže BBC One, The Voice UK, po boku hudebního producenta a člena The Black Eyed Peas will.i.ama, hlavního zpěváka skupiny Kaiser Chiefs Rickyho Wilsona a zpěváka Toma Jonese. První díl sledovalo ve Spojeném království přes 9 milionů diváků, což znamenalo velký procentuální nárůst od druhé řady. Tato řada měla průměrnou sledovanost odhadem 8 milionů diváků. Kyliino porotcování a osobnost byly chváleny. Ed Power z The Daily Telegraph chválil Minogue za to, že je „okouzlující, příjemně uhihňaná a národní poklad“. V listopadu 2013 byla najatá jako porotkyně třetí série The Voice Australia.

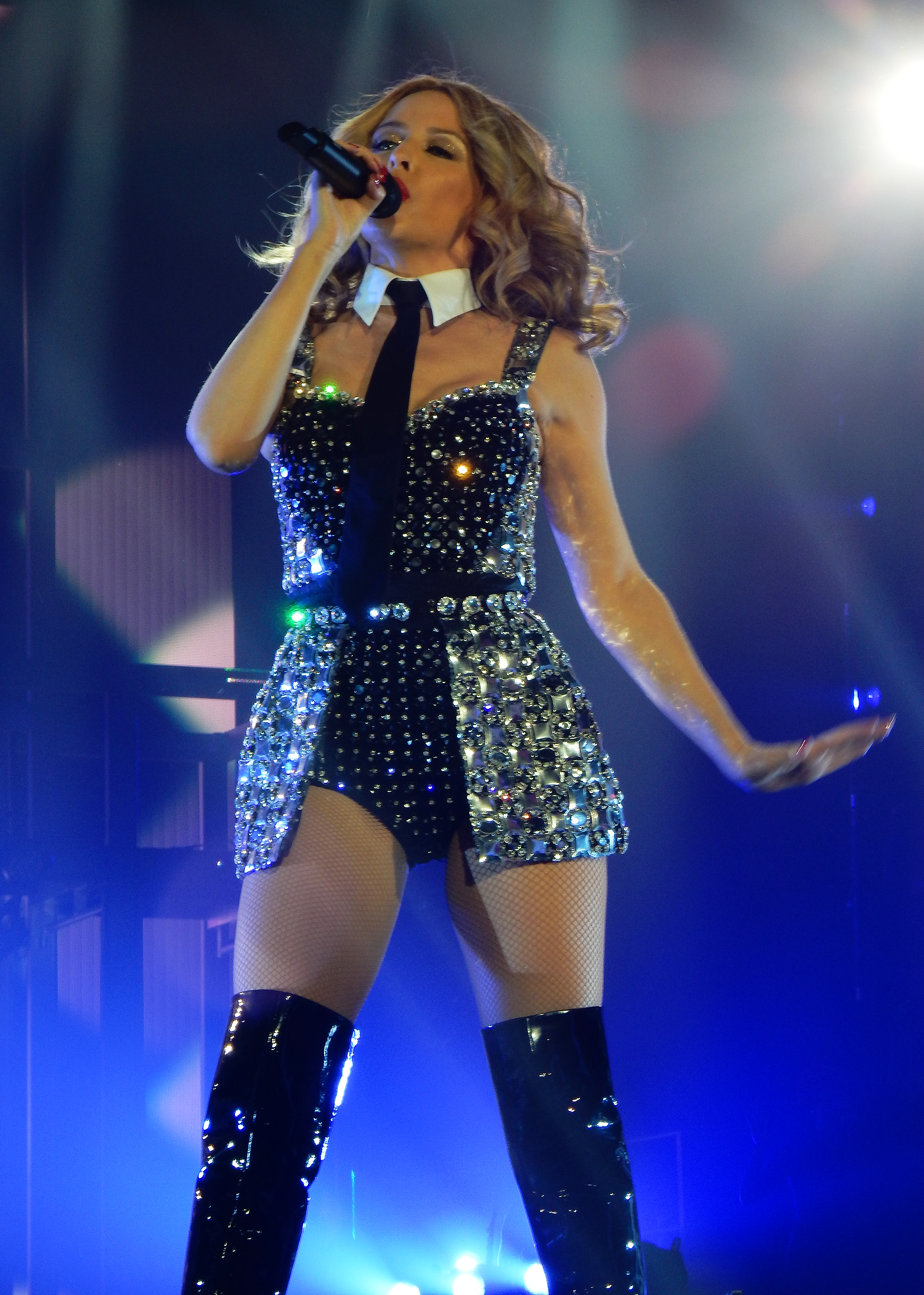
Minogue na Kiss Me Once Tour v roce 2014

V březnu 2014 Minogue vydala své dvanácté studiové album Kiss Me Once. Na albu se podílela Sia Furlerová, Mike Del Rio, Cutfather, Pharrell Williams a Ariel Rechtshaid. Umístil se na první příčce v Austrálii a na druhé ve Spojeném království. Singly z tohoto alba, „Into the Blue“ a „I Was Gonna Cancel“, se nedostaly do Top 10 tabulky singlů ve Spojeném království – skončily na 12. a 59. místě. V srpnu 2014 téhož roku Minogue vystoupila se sadou sedmi písniček na závěrečném ceremoniálu her Commonwealthu; na sobě měla korzet od Jeana-Paula Gaultiera. V září se vydala na koncertní turné Kiss Me Once Tour. Během jeho evropské části navštívila také Prahu, kde vystoupila 21. října ve vysočanské O2 areně.
V lednu 2015 se objevila jako hostující vokalistka v singlu Giorgia Morodera „Right Here, Right Now“, který se 18. dubna 2015 stal jejím dvanáctým hitem, který se umístil na první příčce tabulky Dance Club Songs. V březnu skončila Minogue smlouva s Parlophone Records. Téhož měsíce se rozešla se zábavní společností Roc Nation. V dubnu hrála Minogue reportérku Shaunu ve dvou epizodách seriálu Mladí a hladoví. Také se objevila jako Susan Riddick v katastrofickém filmu San Andreas, který vyšel v květnu 2015 a hrály v něm Dwayne Johnson a Carla Guginová. V září 2015 bylo vydáno EP Kylie and Garibay ve spolupráci s Fernandem Garibayem. Producenty EP byli Garibay a Giorgio Moroder. V listopadu Minogue spolupracovala na písni „The Other Boys“ od Nervo, společně s Jakem Shearsem a Nilem Rodgersem. Tato písnička se stala jejím třináctým singlem, který dosáhl na vrchol tabulky Dance Club Songs. V tomtéž měsíci Minogue vydala své první vánoční album s názvem Kylie Christmas, které obsahovalo singly „Only You“ (duet s Jamesem Cordenem), „100 Degrees“ (duet s její sestrou Dannii Minogue) a „Everyday's Like Christmas“. Album bylo znovu vydáno v listopadu 2016 pod názvem Kylie Christmas: Snow Queen Edition. Nové vydání obsahovalo další skladby včetně dvou nových singlů „At Christmas“ a „Wonderful Christmastime“ (duet s Mika).

### 2017–současnost:Golden,Step Back in TimeaDisco

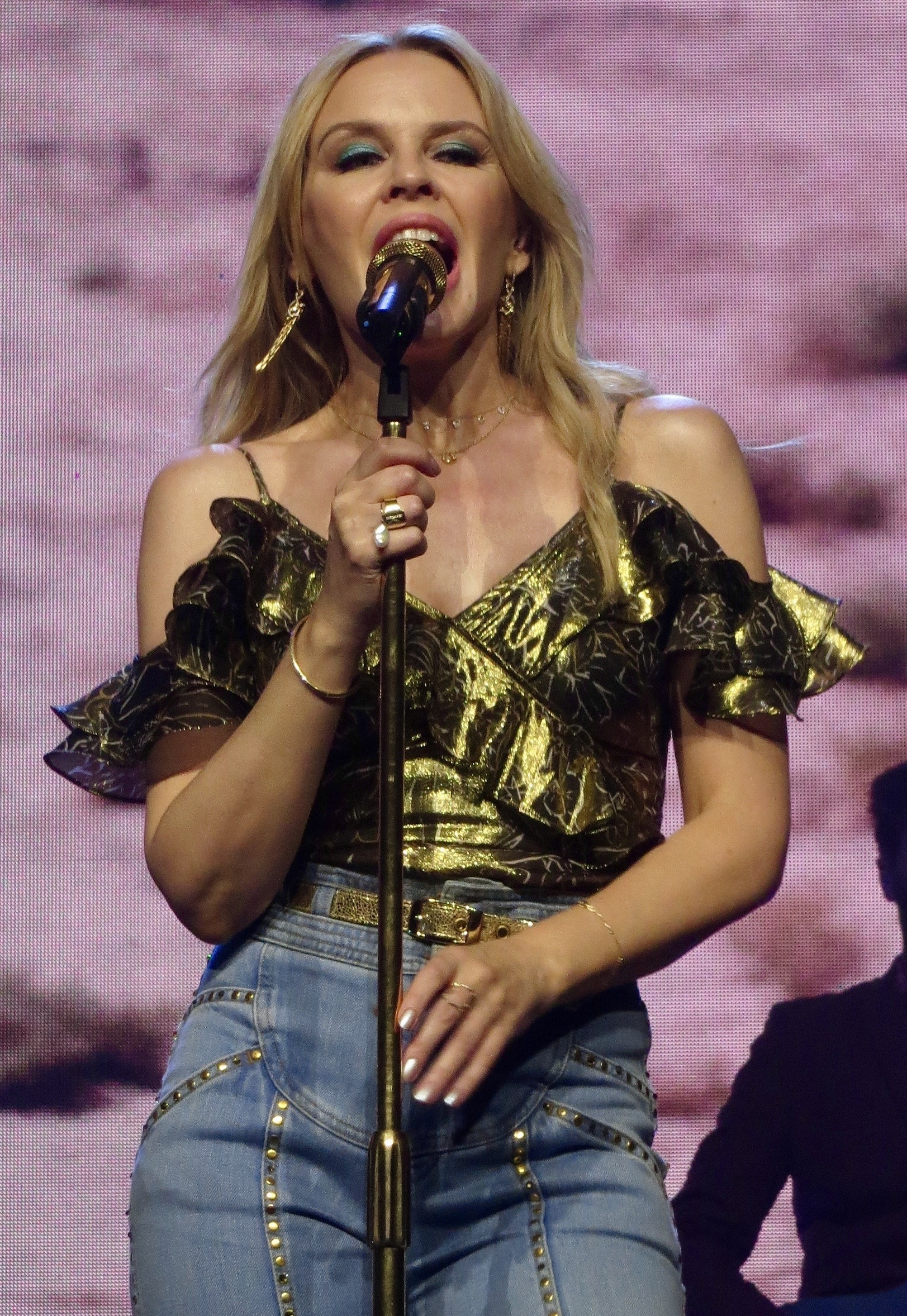
Minogue na Golden Tour v roce 2018

V únoru 2017 Minogue podepsala novou nahrávací smlouvu s BMG Rights Management. V tomtéž roce pracovala s textaři a producenty, včetně Amy Wadge, Skye Adamse, DJ Freshe, Richarda Stannarda a Karen Poole, na svém čtrnáctém studiové albu, které nahrávala v Londýně, Los Angeles a také Nashvillu, jenž album výrazně ovlivnil. Její album Golden bylo vydáno 6. dubna 2018 a hlavní singl má název „Dancing“. Přesto, že nebyl úspěšný ve Velké Británii a Austrálii, singl dosáhl prvního místa ve Spojených státech v žebříčku Hot Dance Club Play. Golden dosáhlo prvního místa ve Velké Británii a Austrálii. Díky tomu má Minogue první příčku na žebříčku alb ve Spojeném království ve čtyři po sobě jdoucích dekádách, od 1980. let po současnost. Byly vydány další čtyři singly z tohoto alba, který zahrnuje „Stop Me from Falling“, „Golden“, „A Lifetime to Repair“, a nakonec „Music's Too Sad Without You“ (duet s Jackem Savorettim). V září 2018 se Minogue vydala na koncertní turné s názvem Golden Tour na podporu svého alba; nejprve koncertovala v Evropě a poté v březnu 2019 pokračovala v Austrálii.
Minogue vydala kompilaci svých největších hitů, Step Back in Time: The Definitive Collection 28. června 2019, které obsahuje „New York City“ jakožto hlavní singl. Album se umístilo na první příčce v její rodné Austrálii a ve Spojeném království, čímž se stalo jejím šestým albem na první příčce v Austrálii a sedmým ve Spojeném království. Minogue posléze debutovala na Glastonbury festivalu, 14 let poté, co ji v roce 2005 diagnóza rakoviny prsu donutila její účast jako hlavního aktu zrušit. Na jejím vystoupení v roce 2019, jež bylo kritiky pozitivně přijato a prohlášeno britským deníkem The Guardian za „pravé zlato“, „označeno jedinečným“ a „fenomenálním“, se jako hostující umělci podíleli Nick Cave a Chris Martin. Koncert byl taky tím nejsledovanějším na BBC z celého festivalu a podle všeho zlomil rekord toho s nejpočetnějším publikem v historii Glastonbury. Minogue se také objevila ve svém vlastním vánočním televizním speciálu s názvem Kylie's Secret Night, který byl vysílán na Channel 4 v prosinci 2019.
Po svém vystoupení v Glastonbury uvedla Minogue, že by chtěla vytvořit „pop-disco album“ a po představení se chce vrátit k nahrávání nového materiálu. Na novém albu pokračovaly práce během pandemie covidu-19 v roce 2020, kdy Minogue nahrávala po celou dobu izolace ve svém domácím studiu. Alistair Norbury, prezident nahrávací společnosti BMG, oznámil magazínu Music Week, že Minogue se také učí nahrávat a upravovat své vlastní vokály pomocí hudebního softwaru Logic Pro, aby mohla pokračovat v práci během izolace. 23. července 2020 vyšla píseň „Say Something“ jako první singl z alba. Druhý singl alba „Magic“ byl vydán 24. září 2020 a propagační singl „I Love It“ byl vydán 23. října 2020. Patnácté studiové album Disco vyšlo 6. listopadu 2020 a dosáhlo čísla jedna v rodné Austrálii a ve Velké Británii, kde se Minogue stala první ženskou sólovou umělkyní, která dosáhla alba číslo jedna za pět po sobě jdoucích dekád v letech 1980–2020. Ve stejném měsíci byla uvedena na charitě Children in Need s písní „Stop Crying Your Heart Out“. Dne 5. prosince 2020 byl „Real Groove“ oznámen jako třetí singl alba. Následující remix byl vydán dne 31. prosince 2020 ve spolupráci s Dua Lipa.

## Umění
Minogue je známá svým jemným sopránovým vokálním rozsahem. Dara Hickey hodnotila studiové album Aphrodite a napsala, že „zpívá ve svém nejvyšším hlasovém rozsahu vůbec“. Podle Fiony MacDonaldové z časopisu Madison se Kylie „nikdy nevyhýbala odvážným, leč diskutabilním uměleckým rozhodnutím“. Co se týče hudby, Minogue pracuje s mnoha žánry popové a dance hudby. Příznačná je pro ni nicméně současná disco hudba. Její první studiová alba se Stockem, Aitkenem a Watermanem představují více vlivu tzv. bubblegum popu a mnoho kritiků ji porovnává s americkou zpěvačkou Madonnou. Chris True od Allmusic hodnotil její debutové album Kylie a shledal její hudbu „standardním bubblegum popem 80. let“, avšak uvedl, že ze všech umělců 80. let prezentovala ve své hudbě nejvíce osobnosti. O jejím albu Rhythm of Love z počátku 1990. let řekl, že „písně jsou silnější, produkce dynamičtější a její zpěv se zdá být sebevědomější“. V době svého třetího studiového alba „vyměnila svoji bubblegum pop image za image vyspělejší a sexuálnější“.
Od práce Minogue na jejím šestém studiovém albu Impossible Princess se písně a jejich hudební obsah začal měnit. Neustále si zapisovala slova a zkoumala podobu a význam vět. Album se v hudebních žánrech lišilo od těch předchozích, protože zahrnovalo dance-pop a trip hop. Sal Cinquemani z časopisu Slant Magazine uvedl, že album se silně podobá Madonninu albu Ray of Light. Řekl, že se inspirovala „jak britským popem, tak elektronickou hudbou z poloviny 90. let“ a že „Impossible Princess je dílem umělkyně ochotné riskovat“. O jejím dalším albu, Light Years, řekl, že „vzniklo renesancí čistého dance-popu, který byl na počátku 21. století daným pravidlem“. Její deváté album, Body Language, se značně lišilo od jejích dřívějších hudebních experimentů, neboť se jednalo o úspěšný pokus o rozšíření jejího zvuku například pomocí electra a hip hopu. Zahrnuje styly dance hudby s funkem, diskem a R&B a bylo uvedeno na seznamu časopisu Q „Nejlepší Alba Roku 2003“ („Best Albums of 2003“). Kritikové prohlásili, že její desáté album X nebylo dostatečně konzistentní a Chris True z Allmusic nazval skladby „chladnými a vypočítavými dance-pop písničkami“. Nicméně řekl, že její 11. album Aphrodite „se zřídka motá okolo sladkých písniček o lásce nebo veselých dance hymen“ a že „hlavní zvuk je ten druh třpytivého disco popu, který je skutečně její silnou stránkou“. Tim Sendra z Allmusic uvedl, že „různí producenti během toho drží své oči na dance parketu“ a shledali Aphrodite „jedním z jejích nejlepších alb“. Její 14. album Golden bylo výrazně ovlivněno country hudbou, ačkoliv zachovalo její cit pro dance-pop.

## Veřejný obraz
V roce 1993 představil Baz Luhrmann Minogue fotografovi Bertu Sternovi, který je známý pro svou práci s Marilyn Monroe. Bert Stern ji fotil v Los Angeles a v porovnání s Monroe řekl, že Minogue měla podobnou kombinaci zranitelnosti a erotičnosti. V průběhu své kariéry si Minogue vybírala fotografy, kteří se pokusili vytvořit pro ni nový look, a výsledné fotografie se objevily v různých časopisech, od The Face po více tradičně sofistikované Vogue a Vanity Fair, čímž se Minogue stala známou pro velkou škálu lidí. Stylista William Baker nadhodil, že právě to je částečně důvodem, proč vstoupila do mainstreamové evropské pop kultury úspěšněji než mnoho dalších popových zpěvaček, které se soustředily pouze na prodej nahrávek. Před rokem 2000 byla již Minogue považována za hudební stálici, jelikož měla za sebou delší kariéru, než její kritici očekávali. Její progres z „dívky odvedle“ v sofistikovanější umělkyni s flirtovnou a hravou osobností přilákal nové fanoušky. William Baker popsal její status sexuálního symbolu jako dvousečný meč a poznamenal : „Vždycky jsme se snažili využít její sex appeal jako posílení její hudby a k prodeji nahrávky. Ale nyní hrozí nebezpečí, že zastíní to, čím doopravdy je, tedy popovou zpěvačkou“. Je uznávána za úspěšná turné a za více než 70 milion celosvětově prodaných nahrávek.

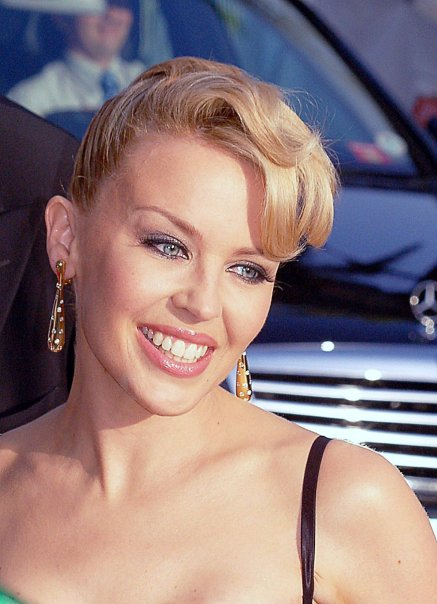
Minogue na festivalu v Cannes v roce 2007

Minogue byla během své kariéry inspirována a porovnávána s Madonnou. Její producent, Pete Waterman, si vybavil Minogue v počátečních letech jejího úspěchu a podotkl, že plánovala „stát se novou Madonnou“ a „přišlo jí skvělé, že prodávala víc než Madonna, ale stejně pořád chtěla být jí“. Minogue obdržela negativní komentáře ohledně toho, že její turné Rhythm of Love Tour v roce 1991 bylo příliš podobné Madonninu turné Blond Ambition World Tour. Kathy McCabe z The Daily Telegraph poznamenala, že Minogue a Madonna následují podobné hudební a módní styly, avšak shrnula, že „kde se opravdu liší jsou jejich vystoupení“ a že „Madonna je zkrátka síla temna a Kylie je síla světla“. Rolling Stone okomentoval, že s výjimkou Spojených států je na Minogue odkazováno jako na „ikonickou rivalku Madonny“. Minogue o Madonně řekla, že její obrovský vliv na svět, pop a módu znamenal, že nebyla imunní k tomu, co vytvořila, a že „Madonna je královnou popu a já jsem princezna popu. Jsem s tím poměrně spokojená“. Minogue byla médii prohlášena za sexuální symbol.
V březnu 2010 byla Minogue výzkumníky vyhlášena jako „Nejvlivnější Celebrita v Británii“. Studie zkoumala, jak marketingoví pracovníci hodnotí spolupráci s celebritou a značkou, s tím, že jeden oznámil, že „Kylie je široce přijímána jako adoptovaná Britka. Lidé ji znají, mají ji rádi a je obklopená pozitivním vzrušením“. Byla taky jmenována časopisem Men's Health jednou ze „100 Nejvíce Sexy Žen Všech Dob“ („100 Hottest Women of All-Time“). V květnu 2011 měla podle seznamu bohatých v Sunday Times cenu 66 milionů dolarů. V dubnu 2015 byl tento list upraven a její odhadované výdělky byly 55 milionů liber. Minogue je považována za gay ikonu, což sama podporuje se svými slovy, že není tradiční gay ikonou a že gay obecenstvo s ní bylo od samého začátku. Minogue má jednu z největších základen homosexuálních fanoušků na světě.

## Dopad
Během své kariéry Minogue byla a stále je známá tím, že stále obměňuje svou módu i hudbu. V listopadu 2006 Minogue pózovala pro Vogue Australia a Larissa Dubecki z The Age ji označila za „Matku Obměňování“ („Mother of Reinvention“). Fiona MacDonald z Madison ji popsala jako „ikonu, jednu z mála zpěvaček, které jsou po celém světě známé pouze pod svým křestním jménem“. Dino Scatena z The Sydney Morning Herald napsal, že „před čtvrt stoletím sled událostí pozměnil strukturu australské pop kultury a určilo přeměnu seriálové herečky z Melbourne v mezinárodní popovou ikonu“. Poté prohlásil: „kdo by si byl mohl představit, že tato drobná, nesofistikovaná hvězda z Sousedé se stane nejúspěšnější australskou osobností v oblasti showbyznysu a světově proslulým módním idolem“. V roce 2008 byla poctěna cenou Music Industry Trust jako uznání za její dvacetiletou kariéru a byla oslavována jako „popová i módní ikona“; byla první ženskou hudebnicí, která kdy cenu Music Industry Trust obdržela. V lednu 2012 NME zařadil její singl „Can’t Get You Out of My Head“ na čtvrtou příčku svého seznamu „Nejlepších popových písní v historii“. V únoru 2012 VH1 zařadil Minogue na 47. příčku svého seznamu „100 nejlepších žen v hudbě“ („100 Greatest Women in Music“) a na 49. příčku seznamu „50 Nejlepších Žen Video Éry“ („50 Greatest Women of the Video Era“). Channel 4 ji uvedl jako jednu z největších popových hvězd světa.
Minogue si vysloužila řadu uctivých přezdívek. Někdy se na ni odkazuje jako na „Bohyni Popu“ či „Popovou Bohyni“. Když William Baker, spoluautor její knihy Kylie: La La La, mluvil o její písni „Better the Devil You Know“, řekl, že „ta písnička se dobře přenesla na taneční parket a předznamenala dlouhou vládu Kylie jakožto nové královny disca a princezny popu“. Jon O’Brien z Allmusic hodnotil její box-set Kylie: The Albums 2000–2010 a prohlásil, že „Kylie ještě musí udělat to zásadní album a její pozdější nahrávky navrhují, že její čas už je možná pryč, ale tento box set stale obsahuje mnoho momentů, které ospravedlňují její pozici jako jedné z popových princezen“. Mezi hudebníky, kteří uvedli, že na ně Minogue měla vliv, patří September, Diana Vickers, Paris Hilton a The Veronicas.

## Osobní život

### Zdraví
V květnu 2005, když bylo Minogue 36 let, byla jí diagnostikována rakovina prsu, což vedlo k odložení jejího turné Showgirl: The Greatest Hits Tour. Její hospitalizace a léčba v Melbourne se odrazila v krátkém, avšak intenzivním období publicity, hlavně v Austrálii, kde předseda vlády, John Howard, vydal prohlášení o své podpoře. Minogue podstoupila operaci 21. května 2005 v Cabrini Hospital v Malvern a brzy poté začala s léčbou chemoterapií. 8. července 2005 se poprvé od operace objevila na veřejnosti, když navštívila oddělení s dětmi nemocnými rakovinou v Melbourne's Royal Children's Hospital. Vrátila se do Francie, kde dokončila léčbu chemoterapií na Ústavu Gustava Roussyho ve Villejuif poblíž Paříže. V prosinci 2005 Minogue vydala digitální singl „Over the Rainbow“, živou nahrávku ze svého Showgirl turné. Její knížka pro děti, The Showgirl Princess, kterou napsala během rekonvalescence, byla vydána v říjnu 2006, a její parfém Darling byl uveden na trh o měsíc později. Na návratu do Austrálie na své koncertní turné mluvila o své nemoci a řekla, že její chemoterapie byla jako „zažít na vlastní kůži nukleární bombu“. Když se v roce 2008 Minogue objevila v The Ellen DeGeneres Show, řekla, že její rakovina byla původně špatně diagnostikována. Řekla: „Jen proto, že má někdo na sobě bílý plášť a používá velké zdravotnické přístroje, nemusí ještě nutně mít pravdu“. Poté ale mluvila o svém respektu pro lékařskou profesi.

### Filantropie
Minogue se zapojila do humanitární podpory v oblastech zahrnujících výzkum zdraví a kvalitu života. Svou hudbou pomáhala na mnoha benefičních akcích. V roce 1989 se účastnila nahrávání písně „Do They Know It’s Christmas?“, aby pomohla vybrat peníze. Na začátku roku 2010 spolu s dalšími umělci nahrála cover verzi písničky od R.E.M., „Everybody Hurts“. Singl měl benefičně pomoci po zemětřesní na Haiti v roce 2010. Také strávila týden v Thajsku po zemětřesení v Indickém oceánu v roce 2004. Během jejího turné Aphrodite World Tour 2011 zasáhlo zemětřesní a tsunami v Tóhoku Japonsko, které bylo na jejím itineráři. Prohlásila, že tam bude ve svém turné pokračovat, a rozhodla se jej nezrušit, že o tom dlouho a důkladně přemýšlela a že to nebylo jednoduché rozhodnutí. Když tam byla, ona a australské předsedkyně vlády, Julia Gillardová, byly hvězdnými hosty na benefici australské ambasády pro tuto katastrofu. V roce 2008 projevila svou podporu pro kampaň, aby vybrala peníze pro zneužívané děti. K tomuto případu měla i projev, ve kterém řekla, že „najít odvahu někomu říct, že je zneužíváno, je jedno z nejtěžších rozhodnutí, jaké musí dítě kdy udělat“. V letech 2010 a 2012 se zapojila v podpoře společenské události pořádané Americkou organizací na výzkum AIDS. Od té doby, co byla v roce 2005 Minogue diagnostikována rakovina prsu, byla sponzorkou a ambasadorkou pro tuto záležitost. V květnu 2010 poprvé uspořádala kampaň ohledně rakoviny prsu. V dubnu 2014 rozběhla novou kampaň, která je charitativní organizací na pomoc výzkumu v oblasti rakoviny.

### Vztahy
Od roku 1989 do roku 1991 Minogue chodila s frontmanem INXS, Michaelem Hutchencem. Zůstali velice dobrými přáteli až do jeho smrti v roce 1997. Od roku 1998 do roku 2001 byla Minogue ve vztahu s modelem Jamesem Goodingem. Poté, co se s ním v roce 2003 potkala na předávání cen Grammy, začala Minogue chodit s francouzským hercem Olivierem Martinezem. Jejich vztah skončil v únoru 2007, ale zůstali přátelé. O Minogue se říkalo, že se trápí kvůli falešnými obviněními od médií ohledně jeho zradě. Bránila Martineze a ocenila podporu, kterou jí poskytoval, když se léčila s rakovinou prsu. Minogue měla poté od roku 2008 do roku 2013 vztah se španělským modelem Andrésem Velencosem. V listopadu 2015 potvrdila, že chodí s britským hercem Joshuou Sassem. V únoru 2016 bylo v The Daily Telegraph oznámeno jejich zasnoubení, ale v únoru 2017 Minogue potvrdila, že jejich vztah skončil.

## Úspěchy
Minogue dostala mnoho ocenění, včetně Grammy, tři krát BRIT Awards a dva krát MTV Video Music Awards. V červnu 2012 společnost tvořící oficiální žebříčky odhalila, že Minogue je doteď dvanáctá nejprodávanější zpěvačka ve Spojeném království a třetí nejprodávanější ženská umělkyně, která prodala více než 10 milionů alb. Organizace British Phonographic Industry potvrdila, že všechna její studiová alba zahrnující i singly dávají spolu 27 nahrávek. Celosvětově prodala více než 70 milionů alb. V lednu 2011 Minogová dosáhla Guinnessův světový rekord za nejvíc po sobě následujících dekádách s alby které dosáhli Top 5 ve Spojeném království. V září 2011 během 25. výročí ARIA Music Awards byla zařazena australskou asociaci hudebního průmyslu do ARIA Hall of Fame (Síně Slávy ARIA). Minogue získala v průběhu své kariéry mnoho uznání. V roce 2011 dosáhla ve Spojených státech úspěch se dvěma písničkami na tabulky Hot Dance Club Songs s písní „Better than Today“ dosáhla první a s písní „Higher“ třetí místo. Písnička „Can't Get You Out of My Head“ byla označena za nejhranější píseň roku 2000. Zároveň tato píseň byla třetí nejprodávanější a zároveň nejhranější ve Spojeném království v roce 2001. Tato píseň byla v roce 2012 na 72. místě v žebříčku „100 Nejprodávanějších Singlů Všech Dob“ („Official Top 100 Biggest Selling Singles of All Time“).

## Diskografie
- Kylie (1988)
- Enjoy Yourself (1989)
- Rhythm of Love (1990)
- Let's Get to It (1991)
- Kylie Minogue (1994)
- Impossible Princess (1997)
- Light Years (2000)
- Fever (2001)
- Body Language (2003)
- X (2007)
- Aphrodite (2010)
- Kiss Me Once (2014)
- Kylie Christmas (2015)
- Golden (2018)
- Disco (2020)
- Tension (2023)
- Tension II (2024)

## Videografie
- Live in Sydney (2001)
- KylieFever2002: Live in Manchester (2002)
- Intimate and Live (2002)
- Body Language Live (2004)
- Ultimate Kylie (2004)
- Kylie Showgirl (2005)
- Kylie Live: X2008 (2008)
- Aphrodite Les Folies: Live in London (2011)
- Kiss Me Once: Live at the SSE Hydro (2015)

## Koncertní turné
- Disco in Dream (1989)
- Enjoy Yourself Tour (1990)
- Rhythm of Love Tour (1991)
- Let's Get to It Tour (1992)
- Intimate and Live Tour (1998)
- On a Night Like This Tour (2001)
- KylieFever2002 (2002)
- Showgirl: The Greatest Hits Tour (2005)
- Showgirl: The Homecoming Tour (2006–07)
- KylieX2008 (2008–09)
- For You, For Me Tour (2009)
- Aphrodite: Les Folies Tour (2011)
- Anti Tour (2012)
- Kiss Me Once Tour (2014–15)
- Kylie Summer 2015 (2015)
- Golden Tour (2018)
- Summer 2019 (2019)
- Tnesion Tour (2025)